# The Bangles
The Bangles je dívčí rocková kapela. Mezi největší hity patří singly Manic Monday, Walk like an Egyptian (1986) a Eternal Flame (1989). Roku 1989 došlo uvnitř kapely ke sporům, kvůli soustředění se médií výhradně na frontmanku Susannu Hoffsovou, které vyvrcholily rozpadem skupiny. Kapela obnovila svou činnost v roce 1999.

## Členové skupiny
- Susanna Hoffs – zpěv, kytara (1981–1989, 1999–současnost)
- Debbi Peterson – zpěv, bicí, tamburína, kytara, perkuse (1981–1989, 1999–současnost)
- Vicki Peterson – zpěv, kytara (1981–1989, 1999–současnost)

### Předchozí členové
- Annette Zilinskas – baskytara, harmonika (1981–1983)
- Michael Steele – zpěv, baskytara (1983–1989, 1999–2005)
- Abby Travis – baskytara (2005–2008)

## Diskografie

### Studiová alba
- 1984: All Over The Place
- 1986: Different Light
- 1988: Everything
- 2003: Doll Revolution
- 2011: Sweetheart of the Sun

### Kompilace
- 1990: Greatest Hits
- 1995: September Gurls
- 2001: Eternal Flame
- 2004: The Essential Bangles
- 2008: Playlist: The Very Best Of The Bangles